# COVID-19 в Мексике
В этой статье описывается распространение коронавирусной инфекции COVID-19 в Мексике. По состоянию на 11 апреля в Мексике было зарегистрировано 4219 случаев инфицирования, и 273 смерти от этого заболевания.

## Хронология

### Январь 2020
22 января 2020 года Секретариат здравоохранения Мексики опубликовал заявление о том, что COVID-19 не представляет опасности для страны. 441 случай заражения был зафиксирован в Китае, Таиланде, Южной Корее и США, и 9 января было опубликованы рекомендации воздерживаться от поездок.

### Февраль 2020
Круизное судно Grand Princess пришвартовывалось в Пуэрто-Вальярте (15 февраля), Мансанильо (16 февраля), Масатлане (17 февраля) и Кабо-Сан-Лукасе (18 февраля), проводя от 9 до 12 часов в каждом из портов. Первым умершим от COVID-19 в Калифорнии был человек, ранее находившийся на этом корабле, но в предыдущем круизе. Позднее этот корабль был помещен на карантин в Сан-Франциско, он пристал в Окленде 11 марта, у 21 человека из находившихся на борту был положительный результат на коронавирус.
Круизный лайнер MSC Meraviglia, которому не разрешили пристать на Каймановых островах и в Ямайке, причалил на острове Косумель 27 февраля. У трех пассажиров был обнаружен вирус гриппа «A», но случаев COVID-19 не было.
28 февраля власти Мексики подтвердили обнаружение первых трёх случаев заболевания. Тесты на коронавирус 35-летнего мужчины и 59-летнего мужчины в Мехико, и 41-летнего мужчины в северном штате Синалоа оказались положительными после их недельной поездки в итальянский город Бергамо в середине февраля.
29 февраля четвертый случай заражения был обнаружен в городе Торреон в штате Коауила. Это была 20-летняя женщина, которая ездила в Италию.

### Март 2020

#### С 1 по 15 марта
1 марта в штате Чьяпас было объявлено о пятом случае у студента, который вернулся из Италии. 6 марта шестой случай был подтвержден в штате Мехико у 71-летнего мужчины, также вернувшегося из Италии 21 февраля.
7 марта в Мехико был подтверждён седьмой случай у 46-летнего мужчины, который ранее имел контакт с другим заболевшим в Соединенных Штатах. 10 марта был зарегистрирован восьмой случай в Пуэбла — 47-летний гражданин Германии, который вернулся из командировки в Италию. В тот же день 40 человек из танцевальной труппы, вернувшиеся из тура по Италии, были помещены в карантин в том же штате.
Мексиканская фондовая биржа 10 марта упала до рекордно низкого уровня из-за опасений насчёт коронавируса и падения цен на нефть. Банк Мексики вмешался, чтобы поддержать стоимость песо, которая упала на 14% до 22,929 песо за доллар США.
11 марта был подтвержден девятый случай в городе Монтеррей. Это был 57-летний мужчина. Он вернулся из поездки по всей Европе за неделю того, как был помещён под карантин, и контактировал с восемью другими людьми, которые также были помещены под карантин в своих домах. Было подтверждено, что этот мужчина проживает в городе Сан-Педро-Гарса-Гарсия.
12 марта Мексика объявила в общем о 15 подтвержденных случаях заражения, с новыми случаями в штатах Пуэбла и Дуранго. Через день сенатор Самуэль Гарсиа Сепульведа (Samuel García Sepúlveda) обвинил федеральное правительство в сокрытии истинного числа заболевших.
13 марта было подтверждено, что председатель Мексиканской фондовой биржи Хайме Руис Сакристан (Jaime Ruiz Sacristan) является бессимптомным носителем SARS-CoV-2. Позднее Секретариат здравоохранения Мексики объявил на пресс-конференции, что число установленных случаев заболевания возросло до 26. Несколько университетов, в том числе Национальный автономный университет Мексики и Монтеррейский институт технологий и высшего образования, перешли на дистанционное обучение. Были отменены или перенесены некоторые фестивали и крупные спортивные мероприятия.
14 марта Фернандо Петерсен (Fernando Petersen), министр здравоохранения штата Халиско, подтвердил, что два случая COVID-19 были обнаружены в городе Гвадалахара. Два новых случая были подтверждены в Нуэво-Леоне, и Секретариат государственного образования объявил, что все спортивные и общественные мероприятия в школах будут отменены. В тот же день он же объявил, что в качестве превентивной меры пасхальные каникулы, первоначально запланированные с 6 по 17 апреля, будут с 20 марта по 20 апреля. Секретариат финансов и государственного кредитования объявил, что принимает меры для предотвращения падения ВВП на 0,5%. Аптеки в городе Куэрнавака сообщали о нехватке масок, антибактериального геля и других товаров. Автономный университет штата Нуэво-Леон (третий по величине университет страны по численности студентов) приостановил занятия до дальнейшего уведомления для более чем 206 тысяч студентов с 17 марта.
Бизнесмен Хосе Кури (José Kuri) был в критическом состоянии 14 марта после поездки в Вейл, штат Колорадо, США, но более ранние поступавшие сообщения о его смерти были ложными. По состоянию на 14 марта, в Мексике был установлен 41 случай заболевания COVID-19.
14 и 15 марта фестиваль Vive Latino в Мехико открылся в соответствии с планами, несмотря на опасения распространения инфекции. На входе ежедневно измеряли температуру 70 тысяч посетителей, и повсеместно раздавался антибактериальный гель.
15 марта мэр Мехико Клаудиа Шейнбаум заявила, что город рассчитывает потратить дополнительные 100 миллионов песо для предотвращения распространения COVID-19. Сообщалось о первом подтвержденном случае коронавируса в Акапулько. Штат Керетаро сообщил о двух новых случаях, число заражений там дошло до шести. Нуэво-Леон также сообщил о пятом выявленном случае.

#### С 16 по 22 марта
16 марта президент Мексики Лопес Обрадор обвинил прессу и своих политических противников в преувеличении угрозы, исходящей от COVID-19. В тот же день адвокат Марко Антонио дель Торо (Marco Antonio del Toro) обратился к федеральным судам с просьбой приостановить всякую не строго необходимую деятельность на период от 30 до 40 дней, чтобы предотвратить распространение инфекции. Количество подтверждённых случаев заражения достигло 82. Автономный университет штата Морелос приостановил занятия для 22 тысяч студентов.
17 марта подтвердились 11 новых случаев, итого по стране число заразившихся достигло 93. Единственным штатом без случаев заболевания был Кампече. Недостаточная жесткость мер, принятых властями Мексики, включая разрешение крупного концерта и продолжение женских футбольных матчей, подвергалась критике. Также отмечалось, что президент Лопес Обрадор не практиковал социальное дистанцирование, и что государственные границы не были закрыты. Озабоченность также вызывало здоровье тысяч людей в лагерях для беженцев на границе с США.
18 марта число подтверждённых случаев возросло до 118, и заражение COVID-19 подозревалось у 314 человек. Власти штата Халиско были обеспокоены группой из 400 человек, вернувшихся из американского города Вейл, у 40 из которых были симптомы заболевания. Правительство Мексики объявило, что они выделят 3,5 миллиарда песо на покупку медицинского и лабораторного оборудования, включая аппараты искусственной вентиляции лёгких, и препаратов для мытья и дезинфекции. Ночью было объявлено о первой в стране смерти от COVID-19, это был 41-летний мужчина, не покидавший страну. Губернатор штата Колима ввёл чрезвычайное положение после того, как 17 марта в штате был зафиксирован первый случай заболевания у вернувшегося из Германии мужчины. Компании Ford, Honda и Audi закрыли свои заводы в Мексике. Сотни работников отелей в курортном городе Канкун были уволены.
20 марта государственный секретарь США Майк Помпео объявил о планах перекрыть американо-мексиканскую границу, оставив её открытой лишь для грузовых перевозок. Национальный институт антропологии и истории объявил, что Теотиуакан, Шочикалько и другие археологические памятники будут закрыты с 21—22 марта. Ресторанная компания Alsea, имеющая в Мексике права на такие бренды как Starbucks, Domino's Pizza и Burger King, предложила сотрудникам уйти в неоплачиваемый отпуск.
21 марта было 251 подтверждённых случаев заболевания. Через день их количество возросло на 65, а число случаев с подозрением на COVID-19 увеличилось до 793.
22 марта в Мехико были закрыты бары, ночные клубы, кинотеатры и музеи. Губернатор Халиско Энрике Альфаро Рамирес (Enrique Alfaro Ramírez) объявил, что с 26 марта Халиско и семь других штатов в центральной и западной Мексике прекратят авиасообщение с территориями, на которых высок уровень распространения коронавируса, такими как Калифорния, и что будут закуплены 25 тысяч наборов для тестирования на COVID-19.

#### С 23 по 31 марта
Согласно отчёту Всемирной организации здравоохранения, 23 марта 2020 года Мексика вошла во вторую фазу пандемии коронавируса (что означает, что есть заболевшие, которые не имели прямого контакта с недавно прибывшими из-за границы), с 367 подтверждёнными случаями. В тот же день о ещё двух умерших от COVID-19, общее число смертей достигло 4.
По опросу, проведённому Mitofsky International, 63% мексиканцев боялись заразиться коронавирусом, а 25,5% боялись от него умереть. 28% говорили, что они не желают оставаться дома. 38,6% были уверены, что президент Лопес Обрадор хорошо справлялся с ситуацией, а 37% — что это не так. В штате Коауила, в котором подтвердились 12 случаев заболевания COVID-19, ограничили доступ к супермаркетам — только один человек из семьи мог их посещать. Там же ограничили продажу предметов первой необходимости.
24 марта президент Мексики Лопес Обрадор объявил, что Мексика вошла во вторую фазу пандемии, и соответствующие меры будут в силе до 30 апреля. Собрания больше 100 человек были запрещены. Было объявлено, что армия и флот будут участвовать в борьбе с пандемией.  В Перу от COVID-19 умер турист из Мексики, и Министерство иностранных дел Мексики объявило, что будет произведена операция по репатриации тела. На тот день в Мексике было 5 умерших от COVID-19 и 405 подтверждённых случаев.
26 марта Лопес Обрадор сказал, что он просил страны G20 не допустить, чтобы богатые страны имели контроль над мировыми запасами медицинских товаров. Он также призвал их заверить, что государственные границы не будут закрыты для коммерческих грузоперевозок, и что таможенные пошлины не будут подниматься в одностороннем порядке. Кроме того, он призвал положить конец расизму и дискриминации.